# Michael Hildebrand
Michael Hildebrand OT, (* 15. Juli 1433 in Reval; † 5. Februar 1509 in Rauna) war von 1484 bis zu seinem Tod 1509 Erzbischof von Riga.

## Leben
Hildebrand stammte aus einer Revaler Händlerfamilie. Nach dem Schulbesuch in Reval studierte er ab 1451 in Leipzig Rechtswissenschaften. Im Jahr 1460 kehrte er als Magister nach Reval zurück und betätigte sich als Anwalt. 1477 wurde er Sekretär des livländischen Landmeisters Bernd von der Borch. 1480 war er Domkapitular in Reval. Am 4. Juni 1484 wurde er zum Erzbischof von Riga bestellt. Die Bischofsweihe spendete ihm am 13. Juni 1484 Pierre Fridaricus, Bischof von Nisyrus; Mitkonsekratoren waren Bonadias de Nigronibus, Bischof von Isola, und William O’Ferral OCist, Bischof von Ardagh und Clonmacnois.
Er galt als ausgleichend und großzügig in seiner Amtsführung, war zudem eng mit Wolter von Plettenberg verbunden.
Für seine Neffen erstellte er einen Stammbaum.